# Olinda Celestino
Olinda Celestino (Jauja; 3 de noviembre de 1946 - Boulogne-Billancourt; 26 de febrero de 2003) fue una antropóloga peruana-alemana.

## Biografía
Olinda Celestino nació en Jauja, ciudad del Valle del Mantaro, donde cursó hasta la secundaria en su ciudad natal y en los años sesenta estudió antropología en la Universidad Mayor de San Marcos, hasta llegar a ser investigadora del CNRS, Francia, y miembro del Laboratorio de Antropología Social del Collège de France, Paris.
Estuvo afiliada al Instituto de Estudios Peruanos, cuando fue director José Matos Mar quien influenció en su camino científico, personal y posiblemente político.

Durante su vida profesional y en épocas de cambios en Latinoamérica cursó su investigación por la antropología andina en transformación social, cuando se veían los cambion a través de revolución, escribiendo así monografías histórico-etnográficas de las comunidades indígenas en campesinas. Olinda dejó su vida a causa del cáncer.

## Obras
- (1969): Conflicto social y redistribución del poder: La comunidad de Lampian. Lima: Instituto de Estudios Peruanos.
- (1972): Migración y cambio estructural: La comunidad de Lampian. Lima: Instituto de Estudios Peruanos.
- (1976): Evolution économique et sociale dans la vallée de Chancay (Pérou) du XVIe auXXe siêcle. Thèse de 3ème cycle. París: Université Paris VII, 450 pp.
- (1981): La economía pastoral de las cofradías y el rol de la nobleza india: El valle del Mantaro en el siglo XVIII. Universitätsschwerpunkt Lateinamerikaforschung, Arbeitspapiere, 25. Bielefeld: Universität Bielefeld (ver también 1992a).
- (1982): “Cofradía: continuidad y transformación de la sociedad andina.” En: Allpanchis (Cusco), [no] 20: 147-166.
- (1984): “La religiosidad de un noble cañare en el valle del Mantaro, siglo XVII, a través de su testamento.” En: Revista de Indias (Madrid), 44.174: 547-557.
- (1988): “Offering to the Saints in Colonial Peru: Economic Aspects of an Andean Ritual System in the Eighteenth Century.” En: Meyers, Albert/ Hopkins, Diane Elizabeth (eds.): Manipulating the Saints: Religious Brotherhoods and Social Integration in Postconquest Latin America; Hamburgo: Wayasbah, pp. 129-148.
- (1992a): “Confréries religieuses, noblesse indienne et économie agraire.” En: L’Homme (París), 122-124: 99-113.
- (1992b): “Les confréries religieuses à Lima.” En: Archives de Sciences Sociales des Religions (París), 80: 167-191.
- (1997): “Transformaciones religiosas en los Andes peruanos. 1. Ciclos míticos y rituales.”En: Gazeta de Antropología (Buenos Aires), 13: 59-72. .
- (1998): “Transformaciones religiosas en los Andes peruanos. 2. Evangelizaciones.” En:Gazeta de Antropología (Buenos Aires), 14: 47-62. .
- (2001): “Africanización de los indígenas”. En: XXIV Tinkuy - Encuentro anual del Centro de Estudios Andinos (Cusco).

Celestino, Olinda/ Meyers, Albert (1981a): Las cofradías en el Perú: región central. Fráncfort (M.) [Frankfurt a.M.]: Vervuert.
- (1981b): “La posible articulación del ayllu a través de las cofradías.” En: Etnohistoria y Antropología Andina: Actas de la Segunda Jornada del Museo Nacional de Historia (Lima), pp. 299-310.
- (1981c): “La dinámica socio-económica del patrimonio cofradial en el Perú colonial: Jauja en el siglo XVII.” En: Revista española de Antropología Americana (Madrid), pp. 183-206.